# Hässelby trädgårds- och hembygdsmuseum
Hässelby trädgårds- och hembygdsmuseum är ett svenskt hembygdsmuseum i Hässelby villastad i Stockholm. Museet ligger granne med Hässelby Villastads kyrka.

## Tillkomst
Initiativet till Hässelby trädgårds- och hembygdsmuseum togs i början av 1980, efter det att Hässelby hembygdsförening bildats 1978. Frågan var också uppe för behandling på ett årsmöte i  Hässelby Handelsträdgårdsmästarförening. Det öppnade i oktober 1985 och är inrymt i det tidigare kommunalhuset i Hässelby villastad, vid Riddersviksvägen. 

## Byggnaden
Byggnaden är från 1925, och stod färdig när Hässelby villastad 1 januari övergick från att vara municipalsamhälle till att bli köping. Den användes som Hässelby villastads kommunalhus till 1949, då köpingen inkorporerades i Stockholms stad. I huset fanns också polisstation och postkontor. Från 1950 användes huset bland annat som skola, men förföll fram till mitten av 1980-talet

## Verksamheten
Museets permanenta utställning visar föremål och bilder från förr i Hässelby villastad, Hässelby strand och Hässelby gård, bland annat tidstypiska föremål från Hässelbys handelsträdgårdar. 
Museets källarvåning inrymmer ett skomakeri och ett snickeri, en polisfinka samt en tvättstuga i den andra tidigare finkan. Fem utställningsdockor i museet har formgivits av Per-Erik Willö.